# Convenção do Partido Republicano de Wyoming em 2012
A eleição primária do Partido Republicano do Wyoming em 2012 foi realizada em 6 de março de 2012. Wyoming terá 29 delegados na Convenção Nacional Republicana.

## Resultados
| Eleição primária do Partido Republicano de Wyoming em 2012 | Eleição primária do Partido Republicano de Wyoming em 2012 | Eleição primária do Partido Republicano de Wyoming em 2012 | Eleição primária do Partido Republicano de Wyoming em 2012 | Eleição primária do Partido Republicano de Wyoming em 2012 |
| Candidato                                                  | Votos                                                      | Percentagem                                                | Estimativa de delegados nacionais                          | Estimativa de delegados nacionais                          |
| ---------------------------------------------------------- | ---------------------------------------------------------- | ---------------------------------------------------------- | ---------------------------------------------------------- | ---------------------------------------------------------- |
| Mitt Romney                                                | 822                                                        | 38,99%                                                     | 10                                                         | 7                                                          |
| Rick Santorum                                              | 673                                                        | 31,93%                                                     | 8                                                          | 3                                                          |
| Ron Paul                                                   | 439                                                        | 20,83%                                                     | 6                                                          | 1                                                          |
| Newt Gingrich                                              | 165                                                        | 7,83%                                                      | 2                                                          | 0                                                          |
| Outros                                                     | 9                                                          | 0,43%                                                      | 0                                                          |                                                            |
| Total:                                                     | 2.108                                                      | 100.00%                                                    | 29                                                         |                                                            |

| Obs: | Desistiu da disputa |